# Prostituzione maschile
Con l'espressione prostituzione maschile si indica l'attività di uomini che offrono prestazioni sessuali dietro pagamento di un corrispettivo in denaro, nei confronti di una clientela che può essere sia maschile che femminile. Rispetto alle lavoratrici sessuali donne, i lavoratori uomini sono stati molto meno studiati dai ricercatori, e se alcuni studi suggeriscono che vi siano differenze tra questi due gruppi nell'ambito lavorativo, si ritiene siano necessarie ulteriori ricerche.
I lavoratori sessuali (sex workers) maschi sono chiamati con vari appellativi ed eufemismi come accompagnatori, gigolò, rent-boy ("ragazzo in affitto"), modelli, massaggiatori e hustler (slang americano). Un uomo che non si considera omosessuale, ma che si rende disponibile ad avere rapporti sessuali con clienti di sesso maschile per soldi, è talvolta chiamato gay for pay (lett. "omosessuale per la paga") o rough trade ("commercio scabroso"), mentre chi vende prestazioni sessuali a donne viene spesso chiamato gigolò o accompagnatore.
I clienti, specialmente quelli che raccolgono i prostituti per la strada o nei bar, sono a volte chiamati johns o tricks. Coloro che lavorano nell'ambito della prostituzione, in particolar modo quella di strada, a volte si riferiscono alla loro attività usando l'espressione turning tricks.
La figura del protettore è relativamente rara nella prostituzione maschile in Occidente, dove la maggior parte degli uomini che si prostituiscono generalmente lavora in modo indipendente o, meno frequentemente, attraverso un'agenzia.

## Storia della prostituzione maschile nelle diverse culture

### Durante l'antichità

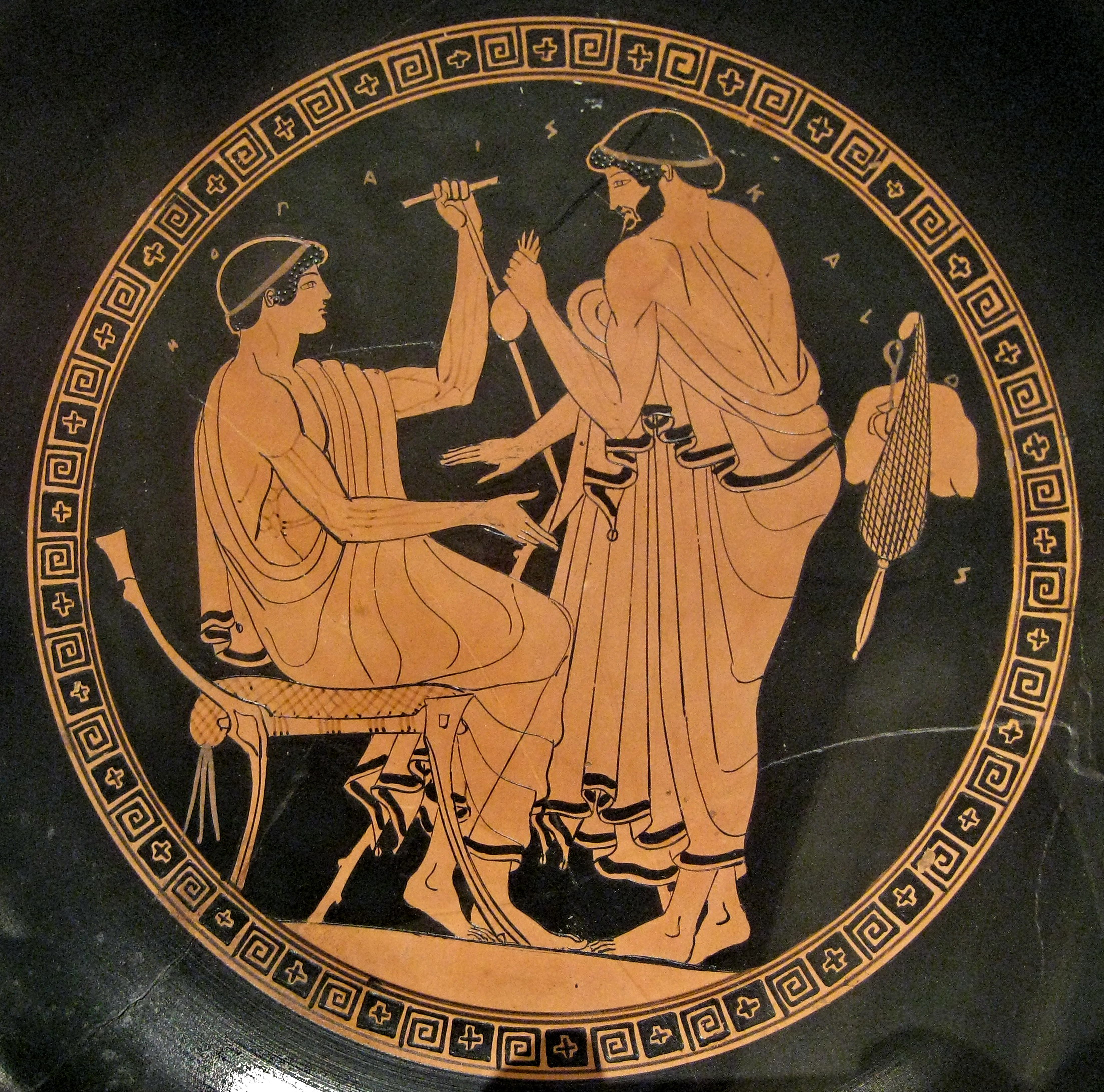
Un uomo cerca di sollecitare un giovane a un rapporto sessuale in cambio di una borsa di monete. Vaso greco del V sec. a.C. conservato al Metropolitan Museum

La prostituzione maschile è stata rintracciata in tutte le culture avanzate.
Nell'Antico testamento si attesta che la cosiddetta "prostituzione sacra", ovvero la pratica di vendere favori sessuali in luoghi sacri, era praticata nel mondo antico sia da uomini sia da donne. La presenza di prostituti maschi è attestata, tra molte altre fonti antiche della cultura greco-romana, anche nel Nuovo Testamento: le parole greche utilizzate da Paolo di Tarso in 1Corinzi 6:9-10, malakoi e arsenokoitai (maschio da letto) si riferirebbero alla prostituzione maschile.

### Nel mondo classico greco
Secondo l'estetica erotica del mondo greco, l'unico periodo della vita durante il quale era auspicabile e accettato socialmente intrattenere commercio sessuale con uomini adulti era quello adolescenziale tra la pubertà e lo spuntare della prima barba: tale attività era pertanto limitata all'età che andava tra i 12 e i 20 anni.
Nella Grecia antica i prostituti erano in genere schiavi o persone che avrebbero potuto perdere i loro diritti civili. Uno dei casi più noti è quello di Fedone di Elide, un giovane catturato durante la guerra del Peloponneso: ridotto in schiavitù e portato ad Atene, fu in seguito costretto a prostituirsi. Fu alla fine riscattato per diventare allievo di Socrate e dare così il suo nome al Fedone di Platone (racconta in parte la vita del bel giovane anche Mary Renault in uno dei suoi romanzi storici, Le ultime gocce di vino).
Nella commedia di Aristofane intitolata Pluto si ironizza su una donna di età avanzata, che spende il suo intero patrimonio per pagare un giovane amante, che ora la rifiuta. Nel libro Contro Timarco Eschine attacca l'avversario politico accusandolo di aver praticato la prostituzione durante la giovinezza. L'autore di epigrammi Stratone di Sardi fa riferimento al pagamento di cinque dracme per poter ottenere i servizi sessuali di un giovane prostituto.

### Nel mondo classico romano
Sia l'antica Grecia, come detto, sia Roma antica hanno visto la presenza di bordelli maschili
La morale romana imperiale cominciò a mutare a partire dal IV sec., quando Ammiano Marcellino critica aspramente i costumi sessuali di una tribù barbara che vive tra i Carpazi e il mar Nero, a suo dire propugnatrice della Pederastia greca. Nel 342 gli imperatori Costantino II e Costanzo II introducono una legge che punisce la passività sessuale maschile con la castrazione: tale disposizione legale è stata poi ampliata nel 390 da Teodosio il Grande con il divieto della prostituzione omosessuale maschile nei bordelli. Nel 533 infine Giustiniano I decretò come punizione di tutti gli atti sessuali mercenari e omosessuali in genere la castrazione e la morte sul rogo.

### Nelle società musulmane
Nel mondo arabo pre-islamico la prostituzione maschile era presente e ha continuato a essere tollerata fino al primo Medioevo: in epoca moderna è un fatto raro anche se non impossibile. Servizi sessuali erano spesso svolti dagli addetti agli hammam, ossia i bagni turchi, e dai massaggiatori che vi lavoravano all'interno.
In Asia centrale e in Afghanistan venivano frequentemente assoldati, ma più spesso rapiti, ragazzini maschi appena adolescenti che venivano utilizzati per pratiche sessuali: la pratica del bacha bazi è descritta anche nel romanzo Il cacciatore di aquiloni e nel film omonimo. (Vedi anche Prostituzione in Afghanistan)

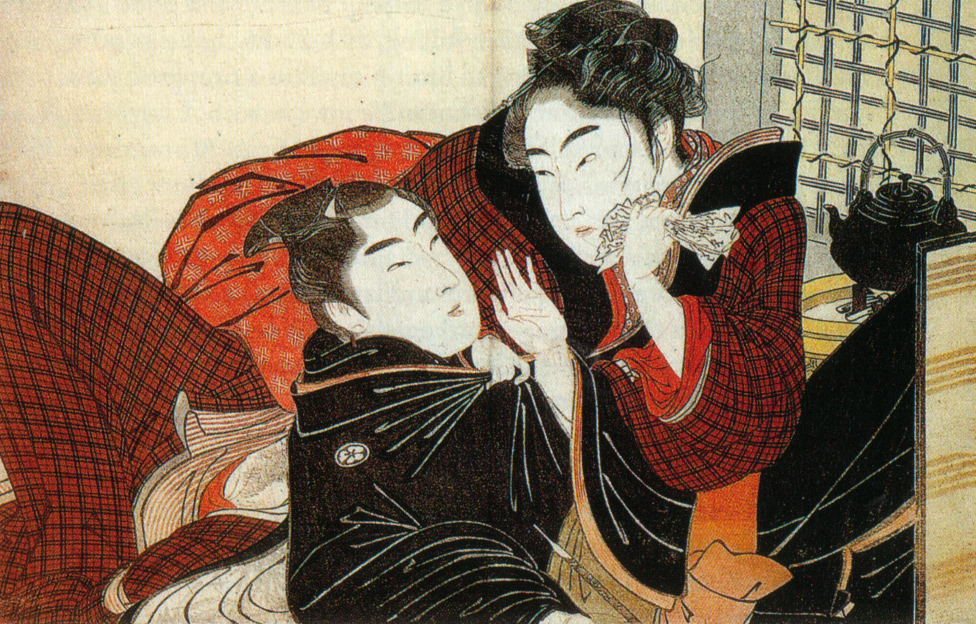
Un incontro erotico tra un signore e il suo prostituto in una stampa di Kitagawa Utamaro tratta da I racconti del cuscino

### Nel mondo orientale
I sacerdoti shintoisti e Zen giapponesi avevano il divieto di intrattenere rapporti sessuali con le donne, ma avevano il permesso di utilizzare i servizi di giovani prostituti maschi.
La prostituzione maschile, sia nell'Antica Cina sia in Giappone era intimamente interconnessa col mondo del teatro, dove i ruoli dei personaggi femminili sono sempre stati interpretati da attori maschi: questi, addestrati fin dalla primissima infanzia a comportarsi come femmine, diventavano poi a partire dall'adolescenza il nucleo principale della prostituzione maschile in quei paesi.
Gli attori-prostituti del teatro Kabuki sono stati i primi a esser denominati Kagema; esemplare a tal riguardo l'interpretazione cinematografica che è stata fatta di questa tradizione in Addio mia concubina. I giovani prostituti maschi durante tutto il Periodo Edo della storia giapponese erano universalmente conosciuti proprio con l'epiteto di Kagema e i loro clienti erano soprattutto ricchi signori feudali e uomini adulti
In India sono definiti Hijra i travestiti o transessuali che, spesse volte, si dedicano alla prostituzione: ancor oggi in occasione di matrimoni e nascite vengono chiamati a celebrare il felice evento con danze rituali sacre in quanto portatori di buona fortuna.

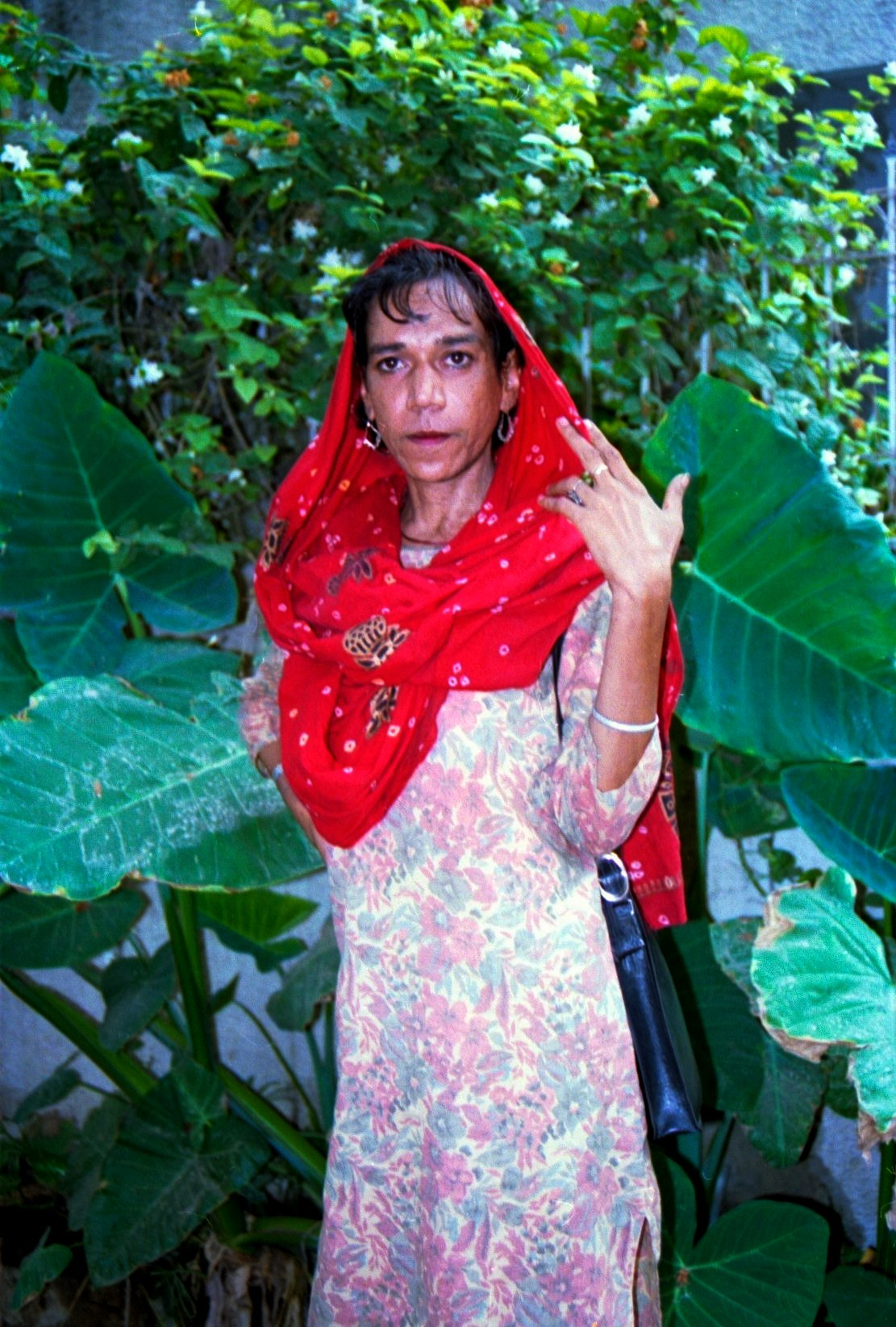
Un Hijira indiano

### Nelle Americhe
Ci sono evidenze storiche date da atti processuali e indagini che descrivono la prostituzione maschile già nel tardo XVII secolo in quelli che oggi sono gli Stati Uniti d'America. Con l'espansione delle aree urbane e l'aggregazione delle comunità gay verso la fine del XIX secolo, la prostituzione uomo/uomo è diventata più evidente, includendo bagni, bordelli come la "Paresis Hall" nel quartiere Bowery di New York, e i bar in cui le cosiddette "fate" sollecitano sessualmente altri uomini e ricevono una commissione per la vendita di bevande.
A Cuba i prostituti maschi sono chiamati Jinetero, letteralmente "fantini"; mentre nei paesi caraibici i giovani prostituti maschi reclutati lungo le spiagge da una clientela composta da entrambi i sessi vengono chiamati Sandy-panky.

## Prostituzione maschile nel mondo moderno

### Bordelli
Giovani maschi possono lavorare come prostituti in bordelli detti "stabilimenti", ciò è comune soprattutto nei paesi del Sudest asiatico.
Lo scandalo di Cleveland Street nella Londra del 1889 fu la scoperta di un bordello maschile frequentato da membri dell'alta aristocrazia dell'Impero britannico, quando ancora l'omosessualità era illegale; questo evento accadde sei anni prima l'altrettanto eclatante scandalo sessuale coinvolgente il celebre autore Oscar Wilde.
Nella sua autobiografia intitolata "The First Lady" la modella transessuale April Ashley cita il suo ex marito Arthur Corbett, terzo barone di Rowallan, appassionato di crossdressing, il quale ancora nei primi anni sessanta affermava di frequentare bordelli maschili in cui pagava i ragazzi per travestirsi da donna e poi masturbarlo. Nel Regno Unito gli atti omosessuali maschili non sono stati legalizzati fino al 1967.

### Online
Accompagnatori professionali spesso si fanno pubblicità su siti web appositi, autonomamente oppure attraverso agenzie di escort.

### Strade e locali
La maggior parte delle grandi città hanno una o più aree utilizzate dai prostituti di strada che offrono i propri servizi a potenziali clienti che passano in automobile.
I prostituti possono anche lavorare in saune gay, sex shop o sex club privati, oltre che frequentare bar e discoteche; ma solitamente in tali luoghi l'esercizio della prostituzione è vietato dai gestori e proprietari.

### Turismo sessuale
Donne benestanti di mezza età provenienti dai paesi occidentali possono recarsi all'estero in cerca di compagnia sessuale maschile; la prostituzione maschile al servizio di donne è diventata ad esempio sempre più visibile in India, con relativi pericoli di violenza e ricatti.

### Toy boy
Il termine toy boy è un termine inglese, letteralmente "ragazzo giocattolo", che oggi indica un ragazzo solitamente giovane, bello e attraente che accompagna a vario titolo e in vario modo una donna. Solitamente la relazione tra i due è di carattere sessuale.
Il termine è nato negli Stati Uniti nel XX secolo e serviva ad indicare un ragazzo che era impegnato in una relazione con una donna più grande di età per motivi di soldi o di lavoro e di solito a tempo determinato, a discrezione della donna. In queste relazioni il ragazzo riveste un ruolo subalterno alla donna la quale dirige il rapporto e usa il ragazzo come un oggetto, un giocattolo sessuale. Le relazioni dei toy boy, quindi, hanno solitamente breve durata e un interesse materiale, di solito economico. Per questi motivi, i toy boy sono spesso accomunati ai gigolò e alla prostituzione maschile.

### Stigma
Fattori quali la differenza di età o lo status sociale ed economico tra il lavoratore sessuale e il suo cliente sono stati citati come principali fonti di critica sociale. Ciò può essere collegato anche ai rapporti amorosi che non comportano un pagamento diretto delle prestazioni sessuali, ma che può esser visto da alcuni come una forma di quasi-prostituzione in quanto vi è uno squilibrio di potere molto alto.
Il membro più anziano in tali rapporti può esser indicato come "sugar daddy-mommy", mentre il giovane amante può essere definito "kept boy" (ragazzo mantenuto) o "toy boy".

## Nella cultura di massa
Il prostituto maschio o marchetta è un topos letterario e cinematografico sempre più comune a partire dagli anni sessanta, soprattutto in film e libri con una prospettiva gay. Viene spesso rappresentato come una figura tragica, come in Mysterious Skin in cui un adolescente omosessuale si trova ad aver alle spalle una storia di abusi.
Altri titoli sono Johns, Sugar, Ragazzi di vita e L.I.E.
Anche se meno frequente, il prostituto con una clientela esclusivamente femminile, viene generalmente rappresentato come meno tragico rispetto alla marchetta gay: in Belli e dannati si narra dell'amicizia tra due prostituti, di cui solo uno è omosessuale, mentre Gigolò per sbaglio racconta in tono farsesco l'esperienza di un uomo come gigolò.
Altre pellicole che raccontano la prostituzione maschile rivolta alle donne sono Un uomo da marciapiede, American gigolò e Sonny.
Un altro film è Rent boys - Voci dalla strada di Luca Oliviero.